# Rosemary Wanjiru
Pour les articles homonymes, voir Wanjiru.
Rosemary Wanjiru (née le 9 décembre 1994 à Sobradinho) est une athlète kényane.

## Biographie
Elle remporte la médaille d'argent du 5 000 mètres aux Jeux africains de 2015 à Brazzaville.
Elle est quatrième du 10 000 mètres féminin aux championnats du monde d'athlétisme 2019.
Elle remporte le marathon de Tokyo en 2023.

## Palmarès
| Date | Compétition           | Lieu        | Résultat | Épreuve  | Temps          |
| ---- | --------------------- | ----------- | -------- | -------- | -------------- |
| 2015 | Jeux africains        | Brazzaville | 2e       | 5 000 m  | 15 min 30 s 18 |
| 2019 | Championnats du monde | Doha        | 4e       | 10 000 m | 30 min 35 s 75 |